# Помян (герб)
Помян (пол. Pomian) — герб польської та литовсько-української шляхти. Походить з гербу Венява.
Вперше зустрічається у 1306 році на печатці та у 1402 році в документах. Його використовували 441 рід з шляхти Речі Посполитої спочатку на познанських та сандомирських землях.
Після Городельської унії 1413 року ряд гербів (в тому числі й цей) були закріпленні за представниками литовсько-руської (української) шляхти, та відбулося зрівняння прав шляхти католицького віровизнання Королівства Польського та шляхти Великого князівства Литовського, Руського та Жемайтійського.
Використовувала, зокрема, родина Саковичів.

## Опис і легенда
Ян Длугош у своїх Клейнотах наводить такий блазон герба:
Помян. Чорна голова зубра, на восковому (жовтому) полі, простромлена оголеним блискучим мечем; кільце звисає з ніздрі.

## Галерея

Герб міста Прилуки (XVI-XVII ст.)
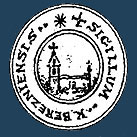
Герб міста Прилуки на печатці 1730 року